# Alessandro Patias
Alessandro Patias (Mondaí, 8 luglio 1985) è un giocatore di calcio a 5 brasiliano naturalizzato italiano.

## Carriera

### Club
Ha iniziato la sua carriera in Brasile con l'Horizontina per poi arrivare in Italia nel 2006-2007 a Terni. Si è trasferito poi in Spagna nella División de Honor con il Baix Maestrat, e poi al Montesilvano. Nella stagione 2010-11 si trasferisce alla Marca Futsal e quindi, un anno più tardi, all'Asti con cui vince la Coppa Italia nel 2012. Il 27 giugno 2014 viene ufficializzato il suo trasferimento al Benfica; con la formazione lusitana il pivot firma un contratto biennale con la quale riesce a vincere la Coppa del Portogallo 2014-2015.

### Nazionale
In possesso della doppia cittadinanza, Patias ha fatto parte della nazionale italiana che ha vinto la medaglia di bronzo al campionato europeo 2012. A causa di un infortunio è stato costretto a saltare la Coppa del Mondo di Thailandia 2012, conclusa dagli azzurri al terzo posto.

## Palmarès

### Competizioni giovanili
- Coppa Italia Under-21: 2

CLT Terni: 2005-06, 2006-07

### Competizioni nazionali
- Campionato italiano: 2

Montesilvano: 2009-10
Marca: 2010-11
- Coppa Italia: 2

Asti: 2011-12
Real San Giuseppe: 2022-23
- Supercoppa italiana: 2

Marca: 2010
Feldi Eboli: 2024
- Winter Cup: 1

Asti: 2013-14
- Campionato portoghese: 1

Benfica: 2014-2015
- Coppa del Portogallo: 2

Benfica: 2014-2015, 2016-2017
- Supercoppa portoghese: 2

Benfica: 2015, 2016

### Individuale
- Capocannoniere della Serie A: 1

2021-22 (35 gol, condiviso con Fortino)
- Capocannoniere della Coppa Italia: 3

2010-2011 (3 gol, condiviso con Nora)
2011-2012 (6 gol)
2022-2023 (5 gol, condiviso con Fantecele e Oitomeia)
- MVP della Coppa Italia: 1

2022-2023